# Киббе, Мелина
Мелина Киббе (англ. Melina R. Kibbe) — американский врач и исследовательница в области сосудистой хирургии. В настоящее время она занимает должность декана Медицинской школы Университета Вирджинии. Ранее она занимала должность почётного профессора имени Колина Г. Томаса-младшего и заведующего кафедрой хирургии в Медицинской школе Университета Северной Каролины.
Киббе также является главным редактором журнала JAMA Surgery и бывшим президентом Ассоциации академической хирургии и Среднезападного общества сосудистой хирургии (Midwestern Vascular Surgical Society). Научные интересы Киббе сосредоточены на сосудистой биологии оксида азота и разработке новых и инновационных методов лечения на основе оксида азота для пациентов с сосудистыми заболеваниями.

## Ранние годы и образование
На первом году средней школы у Киббе диагностировали сколиоз, и ей сделали операцию по имплантации стержня Харрингтона. Получая степень бакалавра в Чикагском университете, она решила стать хирургом. Она получила степень доктора медицины в Медицинской школе Притцкера и закончила ординатуру в Медицинском центре Питтсбургского университета. В 2019 году Киббе получила премию «За выдающиеся заслуги» от своей альма-матер, Чикагского университета.

## Карьера

### Медицинская школа Файнберга
Киббе присоединилась к преподавательскому составу Медицинской школы Файнберга в 2003 году после окончания стажировки по сосудистой хирургии в Северо-Западной мемориальной больнице. Ей посоветовали остаться после годичной резидентуры, чтобы её наставником был Билл Пирс. Будучи доцентом кафедры хирургии, Киббе проводила исследования по повышению эффективности сосудистых процедур с ограниченной долговечностью, пока к ней не обратилась Тереза Вудрафф с предложением использовать в своих исследованиях гендерную дифференциацию. Согласившись, она начала новое исследование, чтобы выяснить, даёт ли её терапия разные результаты у самцов и самок животных.
В 2010 году президент Барак Обама вручил Киббе Президентскую премию за раннюю карьеру учёным и инженерам за «её инновационные исследования в области сосудистой биологии оксида азота и разработку новых трансляционных методов лечения пациентов с сосудистыми заболеваниями». После этого Киббе была назначена на различные административные должности, включая должность соруководителя службы сосудистой хирургии в Медицинском центре имени Джесси Брауна и избранного президента Среднезападного общества сосудистой хирургии. Она также была заместителем редактора журнала Journal of Surgical Research и выдающимся рецензентом журнала Journal of Vascular Surgery. Работая на должности профессора хирургических исследований имени Эдварда Г. Элкока и профессора сосудистой хирургии, она также получила награду за выдающиеся достижения в преподавании от кафедры хирургии. В 2014 году Киббе была назначена главным редактором научного журнала JAMA Surgery. До перехода в Университет Северной Каролины в Чапел-Хилле она также была удостоена премии Tripartite Legacy Faculty Prize 2016 года в области трансляционной науки и образования.

### Университет Северной Каролины
В 2016 году Киббе заняла руководящую должность в Университете Северной Каролины в Чапел-Хилле; стала заведующей кафедрой хирургии и заслуженным профессором имени Зака Д. Оуэнса. Приняв назначение, она стала 15-й женщиной в стране, занявшей пост заведующей кафедрой хирургии, и первой женщиной-заведующей кафедрой в Университете Северной Каролины в Чапел-Хилле. Впоследствии она была избрана членом Американского общества клинических исследований и Национальной академии медицины. Избрание Киббе в Национальную академию медицины стало признанием её «выдающихся профессиональных достижений и преданности служению».
Во время учёбы в Университете Северной Каролины Киббе продолжала сотрудничать с Вудрафф, изучая гендерные различия и помогая внедрять новую политику в отношении предвзятости по половому признаку и недостатков в исследованиях в Национальных институтах здравоохранения (NIH). Новое изменение предписывало, что каждый исследовательский грант, представленный в NIH, должен включать пол в качестве переменной. Во время пандемии COVID-19 Киббе опубликовала редакционную статью о негативном влиянии COVID-19 на подачу рукописей женщинами.
В 2017 году, будучи почётным профессором имени Колина Г. Томаса, Киббе была удостоена премии имени доктора Родмана Л. Шина и Томаса Г. Шина от Американской коллегии хирургов за её достижения в изучении и науке медицины. В следующем году она получила премию NIH R01 от Национального института сердца, лёгких и крови за свой проект «Новый эндоваскулярный подход к удалению поражений атеросклеротическими бляшками in situ». Два года спустя работа Киббе была отмечена Президентской грамотой Ассоциации хирургов по делам ветеранов за её «выдающийся вклад в улучшение благополучия ветеранов Соединённых Штатов Америки». Она также получила премию Американской ассоциации студентов-медиков «Женщины-лидеры в медицине» и премию «Клинический учёный» весной 2019 года от Департамента по делам ветеранов.

### Университет Вирджинии
В июле 2021 года Киббе была назначена деканом Медицинской школы Университета Вирджинии. Она сменила Дэвида С. Уилкса и официально вступила в эту должность в сентябре 2021 года.
В сентябре 2024 года 128 преподавателей направили Совету посетителей UVA письмо с выражением недоверия Киббе и генеральному директору UVA Health Крейгу Кенту, требуя отстранить их обоих от должностей за ряд предполагаемых случаев ненадлежащего управления, которые поставили под угрозу пациентов и подорвали моральный дух среди преподавателей.

## Личная жизнь
После вечеринки по случаю помолвки, состоявшейся в 2012 году в доме Карлоса Альберто Пеллегрини в Сиэтле, штат Вашингтон, Киббе вышла замуж за Марко Патти 5 июля следующего года в Чикагском культурном центре.